# Aaron Sparks
Aaron „Pinetop“ Sparks (* 22. Mai 1906 als Aaron Gant in Corona/Tupelo; † 5. November 1935 in St. Louis) war ein amerikanischer Bluesmusiker, der vor allem als Pianist in der Region St. Louis in der ersten Hälfte der 1930er tätig war und den Jazzstandard Every Day I Have the Blues schrieb.

## Leben und Wirken
Sparks wuchs gemeinsam mit seinem Zwillingsbruder Marion Sparks in Corona und ab 1920 in St. Louis auf; er nahm den Nachnamen seines Stiefvaters an. Bei einem illegalen Schnapsverkäufer namens Arthur Johnson erlernte er das Bluespiano und galt angeblich als „Wunderkind“. In der Schule erhielt er formale Grundlagen der Musikausbildung. Mit seinem Bruder, der sang, bildete er ein Duo. Er trat in den Speakeasy-Kneipen wie Nettie’s auf.
Unter dem Namen Pinetop & Lindberg nahm Sparks mit seinem Bruder 1932 in Atlanta einige Nummern für Victor auf. Im Folgejahr kam es zu weiteren Aufnahmen des Duos für Bluebird, wie ihrer Fassung des „61 Highway“; in dieser Session arbeitete er aber vorrangig als Begleiter von Charlie McFadden, von Elizabeth Washington, von Dorothea Trowbridge, von Tecumseh McDowell und von James „Stump“ Johnson. 1935 nahm er im Duo mit Henry Townsend auf; dabei wurde erstmals der Titel Every Day I Have The Blues eingespielt, der sich zum Standard entwickeln sollte.
Sparks trat weiterhin in der ganzen Region auf; er spielte auf unzähligen Hauspartys, in Saloons in St. Louis (mit Namen wie Hole in the Wall und Dirty Inn) und mit seinem Pianistenkollegen Arthur Henderson in Bloomington. Er starb mit 29 Jahren an Herzversagen.
1994 wurden fast alle Aufnahmen von Sparks und seinem Bruder vom Label Document auf einer CD wiederveröffentlicht.